# Ievgueni Baréiev
Ievgueni Baréiev (nascut el 21 de novembre de 1966 en una família d'origen tàtar) és un jugador d'escacs rus, que té el títol de Gran Mestre des de 1989. El 1982 va ser Campió del món Sub-16; posteriorment, va formar part de l'equip d'analistes de Vladímir Kràmnik en el seu victoriós matx pel Campionat del món d'escacs de 2000 a Londres contra en Garri Kaspàrov. El setembre de 2015, Baréiev va passar a representar el Canadà.
A la llista d'Elo de la FIDE del desembre de 2016, hi tenia un Elo de 2666 punts, cosa que en feia el jugador número 1 del Canadà. El seu màxim Elo va ser de 2739 punts, a la llista de l'octubre de 2003 (posició número 5 al rànquing mundial).

## Resultats destacats en competició
El 1982 el seu talent començà a destacar internacionalment, quan es proclamà Campió del món Sub-16 a Guayaquil (Equador), per davant de Michele Godena. El 1987 guanyà al torneig de Vrnjacka Banja, a Iugoslàvia. El 1989 fou primer als torneigs de Trnava, obert de Moscou, i Obert d'Aosta. El 1990 empatà als llocs 1r-4t al fort torneig de la GMA de Moscou 1990, amb Aleksandr Khalifman, Zurab Azmaiparaixvili i Mikhaïl Gurévitx, guanyà a Dortmund, fou tercer al Torneig de Marsella, (el campió fou Gilles Miralles), i empatà als llocs 1r a 4t al 57è (i penúltim) Campionat de l'URSS. El 1991 fou segon a la 9a edició del Memorial Milan Vidmar, a Portorož/Ljubljana per damunt d'Aleksandr Khalifman, entre d'altres, i rere el campió Predrag Nikolić).
El 1993 va formar part, com a tercer tauler, de l'equip de Rússia que va obtenir la medalla de bronze al Campionat del món per equips, celebrat a Luzerna. Posteriorment, a la següent edició del Campionat del món per equips, a Luzerna 1997, també hi participà com a membre de l'equip rus (en aquesta ocasió, al primer tauler), i varen guanyar-hi la medalla d'or. El 1999 fou segon al fort torneig de Sarajevo (rere Garri Kaspàrov).
El 2002 va assolir el que és probablement el més gran èxit de la seva carrera, en guanyar el fort Torneig d'elit Corus a Wijk aan Zee. En aquest torneig, va puntuar 9/13 i hi quedà per davant de jugadors de super-elit com Aleksandr Grisxuk, Michael Adams, Aleksandr Morozévitx, i Péter Lékó.
El gener del 2003, a Maastricht, en una competició home vs màquina, es va enfrontar al programa d'escacs HIARCS en un matx a quatre partides: totes quatre van acabar en taules. El mateix any 2003, fou primer a la cinquena edició del torneig d'Enghien-les-Bains, a França, per davant de l'anglès Michael Adams.
La seva participació més destacada al cicle pel Campionat del món fou al Torneig de Candidats de Dortmund 2002, classificatori pel Campionat del món (clàssic) de 2004, on Baréiev assolí les semifinals, fase en què va perdre el seu matx contra Vesselín Topàlov, i fou eliminat.
El 2005 formà part (com a cinquè tauler) de l'equip rus que va guanyar la medalla d'or al Campionat del món per equips celebrat a Beerxeva. Fou cinquè a la Copa del món de 2005, i com que va acabar entre els 10 primers, es va classificar pel Torneig de Candidats dins el cicle pel Campionat del món d'escacs de 2007, disputat entre maig i juny de 2007. Va guanyar el matx de primera ronda contra na Judit Polgár (+2 -1 =3), però fou eliminat en el matx de segona ronda contra en Péter Lékó (+0 -2 =3).
El 2010 empatà als llocs 1r a 4t amb en Konstantín Txernixov, en Le Quang Liem i n'Ernesto Inarkiev a l'obert de Moscou.

### Participació en Olimpíades d'escacs
Baréiev ha participat en cinc Olimpíades d'escacs, els anys 1990, 1994, 1996, 1998, i 2006. En la primera, el 1990 hi jugà representant l'equip soviètic, i a la resta, l'equip de Rússia. A les quatre primeres olimpíades en què participà, l'equip rus hi obtingué la medalla d'or per equips, i a l'edició de 1996, hi obtingué la medalla d'argent individual per la seva actuació al primer tauler suplent. En total, a la seva participació en olimpíades, hi ha fet 30 punts de 46 partides, un 65,2%.
| Any  | Olimpíada        | Ciutat   | Elo propi | Tauler     | Partides | Guanyades | Taules | Perdudes | %     |
| ---- | ---------------- | -------- | --------- | ---------- | -------- | --------- | ------ | -------- | ----- |
| 1990 | XXIX Olimpíada   | Novi Sad | 2605      | 2n suplent | 9        | 5         | 3      | 1        | 72,2% |
| 1994 | XXXI Olimpíada   | Moscou   | 2675      | 3r         | 10       | 2         | 7      | 1        | 55,0% |
| 1996 | XXXII Olimpíada  | Erevan   | 2655      | 1r suplent | 10       | 6         | 3      | 1        | 75,0% |
| 1998 | XXXIII Olimpíada | Elistà   | 2690      | 3r         | 8        | 3         | 4      | 1        | 62,5% |
| 2006 | XXXVII Olimpíada | Torí     | 2701      | 1r suplent | 9        | 4         | 3      | 2        | 61,1% |